# 氧化銀電池

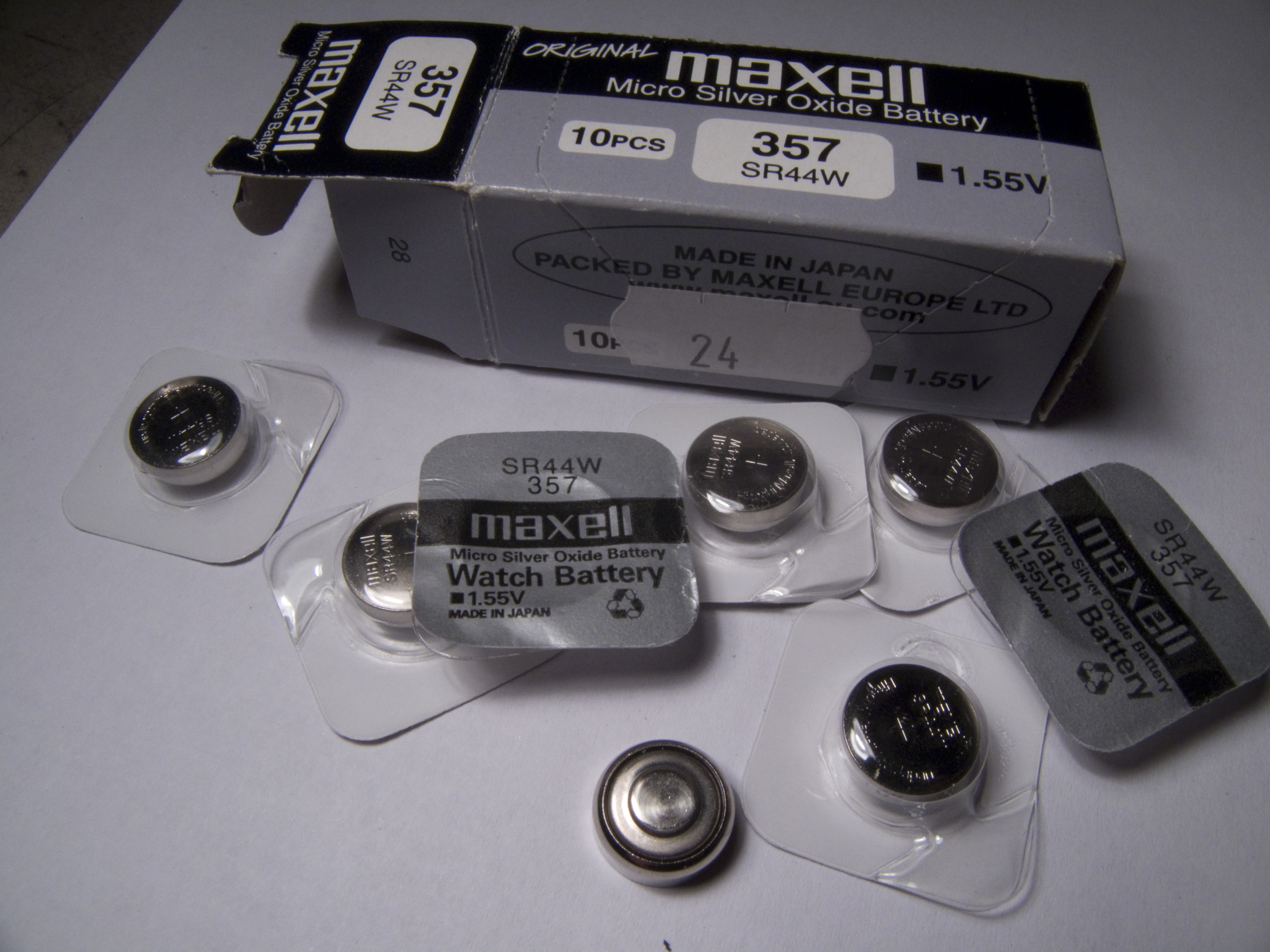
鈕扣型氧化銀電池
(此種仍含少量汞)

氧化银电池，又稱銀鋅電池或鋅-氧化銀電池，是以银的氧化物作正极、锌作负极、碱性溶液作电解质的一种电池。既可做成一次电池，也可做成蓄电池，但兩者的其他輔助成分與製造方式有些不同。它具有放电平稳、較高的能量與重量比等优点，但因为銀的成本较高，一般以作成鈕扣电池為主，或用在一些要求較高、又能承受此高成本的特定場合，例如某些魚雷或潛水艇。
常見氧化銀電池的型號中，開頭一般是 SR ，這是由 IEC 所制訂的標準編碼，其中 S 代表氧化銀電池，R 代表圓型(包括圓筒型)。

## 化學反應
氧化银电池使用氧化银作为正极，锌作为负极。其碱性电解质通常为氢氧化钠或氢氧化钾。
正极板上的半电池反应：
{\displaystyle {\ce {Ag2O + 2H+ + 2e- -> 2Ag + H2O}}}, {\displaystyle (E^{\circ }=+1.17{\text{ V}})}
电解液反应：
{\displaystyle {\ce {2H2O -> 2H+ + 2OH-}}}, {\displaystyle (E^{\circ }=-0.83{\text{ V}})}
负极板上的半电池反应：
{\displaystyle {\ce {{Zn}+ 2OH^- -> Zn(OH)2 + 2e-}}},  {\displaystyle (E^{\circ }=-1.22{\text{ V}})}
总反应：
{\displaystyle {\ce {Zn + H2O + Ag2O -> Zn(OH)2 + 2Ag}}}, {\displaystyle (E^{\circ }=+1.56{\text{ V}})}
总体反应（无水形式）：
{\displaystyle {\ce {Zn + Ag2O ->[{\ce {KOH/NaOH}}] ZnO + 2Ag}}}

## 特點
氧化銀電池的電壓較高，氧化銀一次電池的公稱電壓標示為 1.55V，高於鹼性電池的 1.5V 與水銀電池的 1.35V。
放電過程中，電壓對放電時間的曲線平坦，也就是說，可長期保持近於相同的電壓。與鹼性電池隨著電量減少，電壓也逐步下降的情況不同。

## 回收
由於負極的鋅與電解液中的成分可以產生化學反應，因而受腐蝕而消耗，這不但會減損電池的可用容量，且會產生氫氣，造成電池內部壓力增高而膨脹。為了抑制這樣的作用，通常會在鋅表面覆以少量水銀，但也造成廢棄的電池對環境產生汞汙染。因此，氧化銀電池應確實回收，以免汙染環境。
近年來由於腐蝕抑制劑與氫吸收劑的發展與使用，已有無汞的氧化銀電池問市。Sony 公司於 2004 年首先宣布成功開發出不使用水銀的氧化銀電池。Maxell 公司也在 2009 年宣布導入無汞的氧化銀電池，並在電池上標示 Hg 0% 以作識別。。
目前鈕扣電池並不在一般乾電池的無汞禁令的範圍之內，無汞的鈕扣電池還不十分普及，必須依照環保單位的指示回收。

## 参看
- 蓄電池
- 燃料电池